# Ľahký kameň
Ľahký kameň je přírodní památka v katastrálním území obce Dobrá Voda v okrese Trnava v Trnavském kraji na Slovensku. Území bylo vyhlášeno v roce 1996  a jeho rozloha je 12,4 hektaru. Předmětem ochrany jsou krasové jevy v pěnovcích a travertinech Malých Karpat.